# Correspondenzblatt der Generalkommission der Gewerkschaften Deutschlands
Das Correspondenzblatt der Generalkommission der Gewerkschaften Deutschlands war die im Zuge der Arbeiterbewegung von 1891 bis 1919 in der Regel wöchentlich erschienene Zeitschrift der Generalkommission der Gewerkschaften Deutschlands.
Das anfänglich in Hamburg, später in Berlin durch den Gewerkschafts-Vorsitzenden Carl Legien herausgegebene Blatt enthielt ungezählte Beilagen mit Adressen, Statistiken, Literaturangaben und zum Arbeitsrecht darunter Die Streiks im Jahre 1904.
Neudrucke erschienen später in der Reihe Reprints zur Sozialgeschichte.
Die Zeitschriftendatenbank ordnete das Correspondenzblatt den Sachgruppen Wirtschaft, Soziale Probleme, Sozialdienste und Versicherungen, Nachrichtenmedien, Journalismus und Verlagswesen sowie Politik zu.
Seine Fortsetzung erhielt das Periodikum durch das Korrespondenzblatt des Allgemeinen Deutschen Gewerkschaftsbundes.